# Powiat Kamiukena
Powiat Kamiukena (jap. 上浮穴郡 Kamiukena-gun) – powiat w Japonii, w prefekturze Ehime. W 2021 roku liczył 7404 mieszkańców.

## Miejscowości
- Kumakōgen

## Historia[2]

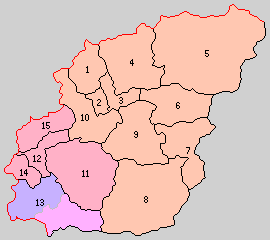
Powiat Kamiukena (1–15; 1889 r.)

- Powiat został założony 16 grudnia 1878 roku w wyniku podziału powiatu Ukena z prowincji Iyo. Wraz z utworzeniem nowego systemu administracyjnego 15 grudnia 1889 roku powiat Kamiukena został podzielony na 15 wiosek[3].
- 20 sierpnia 1901 – wioska Kumamachi zdobyła status miejscowości i zmieniła nazwę na Kuma. (1 miejscowość, 14 wiosek)
- 11 lutego 1924 – miejscowość Kuma powiększyła się o teren wioski Sugao. (1 miejscowość, 13 wiosek)
- 1 stycznia 1934 – wioska Somagawa (杣川村) zmieniła nazwę na Omogo.
- 1 kwietnia 1943: (1 miejscowość, 11 wiosek)
  - wioska Odamachi powiększyła się o teren wioski Ishiyama.
  - wioska Ukena została podzielona: część została włączona do wioski Kawabe (z powiatu Kita), a reszta została włączona w teren wsi Sōgawa (z powiatu Higashiuwa.
- 1 września 1943 – miejscowość Kuma powiększyła się o teren wioski Myōjin. (1 miejscowość, 10 wiosek)
- 31 marca 1955: (2 miejscowości, 5 wiosek)
  - w wyniku połączenia wiosek Sangawa, Odamachi i Tado powstała miejscowość Oda.
  - w wyniku połączenia wiosek Shinagawa, Hirokata i części wsi Nakatsu powstała wioska Mikawa.
  - pozostała część wioski Nakatsu została włączona w teren wioski Yanadani.
- 31 marca 1959 – miejscowość Kuma powiększyła się o teren wiosek Kawase, Fujimine i części wsi Mikawa. (2 miejscowości, 3 wioski)
- 1 sierpnia 2004 – w wyniku połączenia miejscowości Kuma oraz wiosek Omogo, Mikawa i Yanadani powstała miejscowość Kumakōgen. (2 miejscowości)
- 1 stycznia 2005 – miejscowość Oda została włączona do miejscowości Uchiko (z powiatu Kita). (1 miejscowość)